# Vjatjeslav Fetisov
Vjatjeslav Aleksandrovitj Fetisov (ryska: Вячеслав Александрович Фетисов), född 20 april 1958 i Moskva i dåvarande Sovjetunionen, är en rysk politiker samt före detta professionell ishockeyspelare och -tränare. Fetisov spelade som back och är ansedd som en av de bästa spelarna på den positionen i ishockeyhistorien. Han var lagkapten för det sovjetiska ishockeylandslaget i många år. Mellan 2002 och 2008 var han Rysslands idrottsminister, under Vladimir Putins första ämbetsperiod som Rysslands president.

## Karriär
Vjatjeslav Fetisov vann under sin internationella karriär två OS-guld, 1984 och 1988, och ett OS-silver 1980. Han var även med och vann sju VM-guld; 1978, 1981, 1982, 1983, 1986, 1989 och 1990, samt ett VM-silver 1987 och två VM-brons 1985 och 1991. Fetisov var också med och vann Canada Cup med Sovjetunionen 1981. Fetisov tillhör, tillsammans med exempelvis Kanadas Martin Brodeur, en exklusiv skara spelare som vunnit samtliga stora ishockeytitlar – Stanley Cup, OS, VM samt Canada Cup eller World Cup.
De klubbar Fetisov spelat för är CSKA Moskva 1975–1989, New Jersey Devils 1989–1995 och Detroit Red Wings 1995–1998. Han var med och vann två Stanley Cup med Detroit 1997 och 1998. Efter sin tid som aktiv spelare var Fetisov assisterande tränare för New Jersey Devils åren 1999–2002. 11 december 2009 gjorde han comeback i CSKA Moskva efter 20 år.
1999–00 vann Fetisov Stanley Cup med New Jersey Devils som assisterande tränare och i OS 2002 var han lagledare för det ryska landslaget då man tog brons. 
CCCP Hockey är en svensk dokumentärfilm om den legendariska förstakedjan, "KLM" eller "Green Line", i det sovjetiska landslaget under 1980-talet visad första gången i Sveriges Television 28 april 2004.

## Utmärkelser
Asteroiden 8806 Fetisov är uppkallad efter honom.
Vjatjeslav Fetisov valdes in i Hockey Hall of Fame 2001.

## Statistik

### Klubbkarriär
| 1978–79       | CSKA Moskva       | Sovjet        | 29  | 10  | 19  | 29  | 40  | —   | — | —  | —  | —   |
| 1979–80       | CSKA Moskva       | Sovjet        | 37  | 10  | 14  | 24  | 46  | —   | — | —  | —  | —   |
| 1980–81       | CSKA Moskva       | Sovjet        | —   | 13  | 16  | 29  | 44  | —   | — | —  | —  | —   |
| 1981–82       | CSKA Moskva       | Sovjet        | 46  | 15  | 26  | 41  | 20  | —   | — | —  | —  | —   |
| 1982–83       | CSKA Moskva       | Sovjet        | 43  | 6   | 17  | 23  | 46  | —   | — | —  | —  | —   |
| 1983–84       | CSKA Moskva       | Sovjet        | 44  | 19  | 30  | 49  | 38  | —   | — | —  | —  | —   |
| 1984–85       | CSKA Moskva       | Sovjet        | 20  | 13  | 12  | 25  | 6   | —   | — | —  | —  | —   |
| 1985–86       | CSKA Moskva       | Sovjet        | 40  | 15  | 19  | 34  | 12  | —   | — | —  | —  | —   |
| 1986–87       | CSKA Moskva       | Sovjet        | 39  | 13  | 20  | 33  | 18  | —   | — | —  | —  | —   |
| 1987–88       | CSKA Moskva       | Sovjet        | 46  | 18  | 17  | 35  | 26  | —   | — | —  | —  | —   |
| 1988–89       | CSKA Moskva       | Sovjet        | 23  | 9   | 8   | 17  | 18  | —   | — | —  | —  | —   |
| 1989–90       | New Jersey Devils | NHL           | 72  | 8   | 34  | 42  | 52  | 6   | 0 | 2  | 2  | 10  |
| 1990–91       | New Jersey Devils | NHL           | 67  | 3   | 16  | 19  | 62  | 7   | 0 | 0  | 0  | 15  |
| 1991–92       | New Jersey Devils | NHL           | 70  | 3   | 23  | 26  | 108 | 6   | 0 | 3  | 3  | 8   |
| 1992–93       | New Jersey Devils | NHL           | 76  | 4   | 23  | 27  | 158 | 5   | 0 | 2  | 2  | 4   |
| 1993–94       | New Jersey Devils | NHL           | 52  | 1   | 14  | 15  | 30  | 14  | 1 | 0  | 1  | 8   |
| 1994–95       | New Jersey Devils | NHL           | 4   | 0   | 1   | 1   | 0   | —   | — | —  | —  | —   |
| 1994–95       | Detroit Red Wings | NHL           | 14  | 3   | 11  | 14  | 2   | 18  | 0 | 8  | 8  | 14  |
| 1995–96       | Detroit Red Wings | NHL           | 69  | 7   | 35  | 42  | 96  | 19  | 1 | 4  | 5  | 34  |
| 1996–97       | Detroit Red Wings | NHL           | 64  | 5   | 23  | 28  | 76  | 20  | 0 | 4  | 4  | 42  |
| 1997–98       | Detroit Red Wings | NHL           | 58  | 2   | 12  | 14  | 72  | 21  | 0 | 3  | 3  | 10  |
| Sovjet totalt | Sovjet totalt     | Sovjet totalt | 367 | 141 | 198 | 339 | 314 | —   | — | —  | —  | —   |
| NHL totalt    | NHL totalt        | NHL totalt    | 546 | 36  | 192 | 228 | 656 | 116 | 2 | 26 | 28 | 145 |